# Mi Buenos Aires querido (película de 1961)
Mi Buenos Aires querido es una película en blanco y negro coproducción de Argentina y España dirigida por Francisco Mugica sobre el guion de Rodolfo Manuel Taboada que se estrenó el 28 de marzo de 1961 y que tuvo como protagonistas a Mario Fortuna, María Luisa Robledo, Gilda Lousek y Enzo Viena.

## Sinopsis
A principios del siglo XX el próspero Don Leoncio aspira a ingresar en el Jockey Club de Buenos Aires.

## Reparto
- Mario Fortuna
- María Luisa Robledo
- Gilda Lousek
- Enzo Viena
- Nati Mistral
- Alberto Argibay
- Isabel Muñoz
- Gloria Leyland
- Carlos Daniel Reyes
- Aída Villadeamigo
- Carlos Carella
- Eduardo Humberto Nóbili
- José De Ángelis
- Julián Bourges
- Rafael Diserio
- Carlos Bianquet

## Comentarios
José Agustín Mahieu escribió en Tiempo de Cine:

”Este film no merecería siquiera una mención, si no fuese por lo que representa como caso típico de una industria persistente en el error. La simple observación de que Mi Buenos Aires querido es la secuela de He nacido en Buenos Aires define suficientemente su vocación de repetir ante todo sus recaudaciones mediante la puntual repetición de sus "resortes" de éxito.”

La crónica de El Heraldo del Cine decía:

”Sin que le falten toques de humor, tiende más al melodrama sentimental que a la comedia, pero sin profundizar los problemas que plantea…carece de la riqueza de detalles costumbristas.”

Para Manrupe y Portela la película:

”Secuela de He nacido en Buenos Aires (es) tan anacrónica y anticuada como aquella pero con menos éxito.”